# Hemsjön, Gästrikland
Hemsjön är en sjö i Ockelbo kommun i Gästrikland och ingår i Testeboåns huvudavrinningsområde. Sjön har en area på 0,0797 kvadratkilometer och ligger 235,4 meter över havet. Sjön avvattnas av vattendraget Kölsjöån.

## Delavrinningsområde
Hemsjön ingår i det delavrinningsområde (676021-152591) som SMHI kallar för Inloppet i Styvjesjön. Medelhöjden är 235 meter över havet och ytan är 2,58 kvadratkilometer. Räknas de 40 avrinningsområdena uppströms in blir den ackumulerade arean 188,93 kvadratkilometer. Kölsjöån som avvattnar avrinningsområdet har biflödesordning 2, vilket innebär att vattnet flödar genom totalt 2 vattendrag innan det når havet efter 79 kilometer. Avrinningsområdet består mestadels av skog (61 procent) och sankmarker (23 procent). Avrinningsområdet har 0,08 kvadratkilometer vattenytor vilket ger det en sjöprocent på 3,1 procent.